# サウスウェスト大学 (ルイジアナ州)
サウスウェスト大学（サウスウェストだいがく、Southwest University）は、アメリカ合衆国ルイジアナ州ケナーのベテランズ・ブルバード2200番地 (2200 Veterans Boulevard) に所在する、営利教育の遠隔教育を行うカレッジであり、短期大学士、学士、修士の学位を提供している。同校は、学期制を採っておらず、学生は随時入学が可能で、始めたいときに学修を始められる。この大学のカタログによれば、最終試験の試験監督者は「高潔な地位を占める」人物 (someone who "holds a position of integrity") であるという。
もともとは催眠術の学校として開校したが、現在では科学分野の短期大学士 (associates of science degrees) を、総合研究 (General Studies)、経営学 (Business Administration)、刑事司法 (Criminal Justice) について授与している。また、学士 (Bachelor of Science degrees) は、経営学、人材管理 (Human Resource Management)、国際ビジネス (International Business)、リーダーシップとマネジメント (Leadership and Management)、マネジメント (Management)、マーケティングと組織マネジメント (Marketing and Organization Management) が授与されている。科学分野の修士 (Masters of Science degrees) は刑事司法で、学芸分野の修士 (Masters of Arts degrees) はマネジメント、組織マネジメントで、経営学分野の修士 (Masters of Business Administration degrees) はマネジメント、組織マネジメントで授与されている。

## 歴史
この組織は、レジナルド・シェルドリック (Reginald Sheldrick) によって、アリゾナ州フェニックスで、催眠術の学校として設立された。サウスウェスト大学は、2004年に遠隔教育認証委員会の認証を獲得したが、これに先んじて7年間にわたって申請が委員会によって保留とされ、その間にアリゾナ州からルイジアナ州へと移転した。ルイジアナ州大学評議会は、2014年3月26日の会合で、同校への免許付与 (licensing) を勧告した。ルイジアナ州法は大学の運営には免許の付与を求めているが、評議会のスポークスマンは、免許を与えられた学校が「広告で評議会に登録したと謳うことや、登録したことが州により認証を受けたかのように装うことはできない」と述べている。

## 批判
『アリゾナ・リパブリック』紙や『モーニング・コール (The Morning Call)』紙は、営利教育への規制が最小限のものとなっているルイジアナ州法についての報道の中で、この大学をディプロマミルと呼んでいる。シェルドリックは、PhDを取得していると称しているが、それには疑問が呈されており、シェルドリック自身が、そのPhDを授与したというニューポート国際大学の創設者とされていることが指摘されている。